# Chen Yi-feng
Chen Yi-feng (陳萓峰S, Chén YífēngP; Taipei, 13 novembre 1984) è un'ex cestista taiwanese.

## Carriera
Con Taiwan ha disputato i Campionati mondiali del 2006 e tre edizioni dei Campionati asiatici (2005, 2011, 2013).